# 高木貞武
高木 貞武（たかぎ さだたけ、生没年不詳）とは、江戸時代の大坂の浮世絵師。

## 来歴
大坂の人、通称は幸助。素黙、素黙斎と号す。はじめは斎藤幸助と称したという。延享４年（1747年）刊行の『難波丸綱目』には「高木幸助」として名が載っている。狩野派の絵師牲川充信の門人だったと伝わるが、残されている作には画風に西川祐信の影響がうかがえる。作画期は享保5年（1720年）から宝暦2年（1752年）の間にかけてで、主に版本の挿絵を描く。宝暦の初年または明和の初年に没したといわれる。

## 作品
- 『画図拾遺』三冊　享保5年（1720年）刊行
- 『太平百物語』五巻5冊　祐佐作、享保17年（1732年）刊行
- 『絵本和歌浦』三巻3冊　享保19年（1734年）刊行
- 『狂歌絵本草の種』三冊　水谷李郷作、享保21年（1736年）刊行
- 『本朝画林』三巻3冊　宝暦2年（1752年）刊行
- 「縁台美人喫煙図」　紙本着色　たばこと塩の博物館所蔵　※「斎幸興」の朱文長方印あり（落款なし）